# Max Hofmann
Pour les articles homonymes, voir Hofmann.
Max Paul Otto Hofmann (né le 9 mars 1854 à Meiningen et mort le 28 novembre 1918 à Osnabrück) est un général d'infanterie prussien de la Première Guerre mondiale .

## Biographie
Hofmann rejoint le 80e régiment de fusiliers de l'armée prussienne à Wiesbaden le 21 mars 1874 en tant que soldat. Là, il est nommé enseigne le 12 novembre 1874 et promu sous-lieutenant le 12 octobre 1875. À ce titre, Hofmann est adjudant du 2 bataillon d'avril 1880 à fin mars 1884 et est ensuite promu adjudant régimentaire. Le 12 juin 1886, il devient premier lieutenant et démissionne de son poste peu de temps après. Depuis le 24 avril 1890, il est adjudant à la 5e brigade d'infanterie à Stettin et promu capitaine le 14 octobre 1890. À la suite du 128e régiment d'infanterie (de), il y est breveté le 12 octobre 1895. En même temps que sa promotion au grade de major, il est muté le 10 septembre 1897 dans le 78e régiment d'infanterie à Osnabrück et nommé le 25 mars 1899 commandant du 3e bataillon stationné à Aurich. Il est relevé de cette fonction le 1er février 1904 et passe à l'état-major du régiment, où il est promu lieutenant-colonel le 10 mars 1904. Le 13 septembre 1906, Hofmann reçoit le commandement de la 112e régiment d'infanterie (de) stationnée à Mulhouse, avec une promotion simultanée au grade de colonel. Après à peine quatre ans, il est chargé de remplacer le commandant de la 82e brigade d'infanterie et lui confie le commandement de cette brigade le 10 septembre 1910 avec promotion au grade de major général.
Avec sa promotion au grade de lieutenant général le 22 mars 1913, Hofmann devient commandant de la 19e division d'infanterie. Au début de la Première Guerre mondiale, Hofmann et sa grande unité s'installent en Belgique neutre, participent à la conquête de Liège et combattent à la bataille de la Sambre près de Namur et de Châtelet. Il franchit ensuite la frontière belgo-française avec ses troupes. Lors de la bataille de Saint-Quentin, il réussit à vaincre les adversaires debout sur les hauteurs du Mont d'Origny. Après avoir combattu sur le Petit Morin, Hofmann reçoit l'ordre de se retirer et commence la guerre de tranchées sur l'Aisne.
En avril 1915, Hofmann et sa division sont transférés en Galice sur le front de l'Est. Elle y participe à la bataille de Gorlice-Tarnów au sein de la 11e armée, traverse ensuite le San et avance les combats jusqu'à Jaroslau. En juin 1915, la division combat à Lubaczów et Lemberg. Les lignes russes près de Krasnostaw sont percées à la mi-juillet 1915 avant qu'Hofmann ne abandonne le commandement le 20 juillet 1915. Il est ensuite nommé pour représenter le général commandant malade du corps des Beskides dans l'armée du Boug. Celle-ci combat près de Wojslawice et peut ensuite s'affirmer victorieusement contre l'armée tsariste lors des batailles de Chełm, Uherka et Włodawa. Hofmann reçoit alors l'ordre de capturer Brest-Litovsk avec son corps. Après la chute de la forteresse de Brest, Guillaume II lui décerne la plus haute distinction prussienne pour bravoure, l'ordre Pour le Mérite, pour cette victoire du 28 août 1915. Le corps poursuit l'ennemi à travers les marais de Pripyt en direction de Kobryn, combat près de Bereza Kartuska et passe ensuite au détachement d'armée Woyrsch. Ici, il participe à la bataille de Slonim, puis se lance dans la guerre des tranchées entre la Haute Chtchara et le Servetch. Le 8 octobre 1915, Hofmann est nommé chef du corps des Beskides et reste dans cette section tranquille du front pendant un an et demi. À la mi-juillet 1917, Hofmann et son commandement général retournent en Galicie dans le secteur de Zloczow et participent à la bataille décisive dans l'est de la Galicie (de). Cela est suivi par des combats au sein de l'armée du Sud entre le Zbrucz et le Sereth près de Hussjatyn.
Fin octobre 1917, son commandement général est transféré sur le front occidental et déployé au détachement d'armée C entre la Meuse et la Moselle. Ici, la grande unité est rebaptisée 38e corps de réserve et Hofmann est nommé général commandant avec la promotion au grade de général d'infanterie le 27 janvier 1918. À partir de la mi-mai 1918, le corps est engagé auprès de la 18e armée déployée sur l'Avre et combat à la bataille de Noyon à partir du 9 juin 1918. Il réussit à prendre la chaîne de collines nord de Ribécourt et à repousser les tentatives françaises de la reconquérir. Pour cela, Hofmann reçoit les feuilles de chêne pour l'ordre Pour le Mérite par l'AKO du 5 juillet 1918.
Pour des raisons de santé, Hofmann part en congés le 10 août 1918 et ne retourne pas dans ses troupes. Il est ensuite transféré parmi les officiers de l'armée le 15 septembre 1918 et meurt subitement à Osnabrück après l'armistice. Il est enterré dans le Hasefriedhof désormais classé à Osnabrück. La tombe et la pierre tombale sont conservées.

## Honneurs
- Ordre de l'Aigle rouge de 2e classe avec des feuilles de chêne[10]
- Ordre de la Couronne de 2e classe avec étoile[10]
- Croix de décoration du service prussien[10]
- Commandant de 1re classe de l'Ordre du Lion Zaeringen[10]
- Croix d'honneur de l'ordre de la Maison de Lippe de 3e classe[10]
- Ordre du Double Dragon de 1re classe[10]
- Croix de fer (1914) de 2e et 1re classe